# Kameane, Antrațît
Kameane (în ucraineană Кам'яне) este o așezare de tip urban din orașul regional Antrațît, regiunea Luhansk, Ucraina. În afara localității principale, nu cuprinde și alte sate.

## Demografie
Componența lingvistică a așezării de tip urban Kameane
     Rusă (87,01%)
     Ucraineană (12,93%)
     Alte limbi (0,03%)
Conform recensământului din 2001, majoritatea populației așezării de tip urban Kameane era vorbitoare de rusă (87,01%), existând în minoritate și vorbitori de ucraineană (12,93%).